# Гней Тремеллий Скрофа (проконсул)
Гней Треме́ллий Скро́фа (лат. Gnaeus Tremelius Scrofa; умер после 50 года до н. э.) — римский военный и политический деятель из плебейского рода Тремеллиев, занимавший не позже 52 года до н. э. должность претора. После в качестве проконсула управлял одной из восточных провинций (предположительно, Киренаикой).

## Биография
Родился около 100 года до н. э.
Является племянником или внуком претору и автору работ в сфере сельского хозяйства — Гнея Тремеллия Скрофа (77 или 72 год до н. э.).
В 71 году до н. э. был квестором Марка Лициния Красса во время восстания Спартака.
В 69 году до н. э. избран военным или народным трибуном.
В период с 50 по 51 год до н. э. был проконсулом провинции Крит и Киренаика.
Был одним из уполномоченных по разделу земель в провинции Кампания в соответствии с аграрным законом Юлия Цезаря в 59 году до н. э.
Упоминается в произведение Марка Теренция Варрона «De re rustica».